# Hätteberget
Hätteberget är en angöringsfyr i havsbandet väster om Marstrand och söder om Tjörn. Fyren är ett 26 meter högt betongtorn med helikopterlandningsplats, fyren är målad med ett rött bälte med grå sockel. Ljuset från vita sektorn kan nå 21,5 distansminuter.